# قائمة أعلام فرنسية
تشمل هذه القائمة الأعلام التي تم استخدامها أو التي تستخدمها حاليًا فرنسا والمجموعات الفرنسية لما وراء البحار ومقاطعات وأقاليم ما وراء البحار الفرنسية.

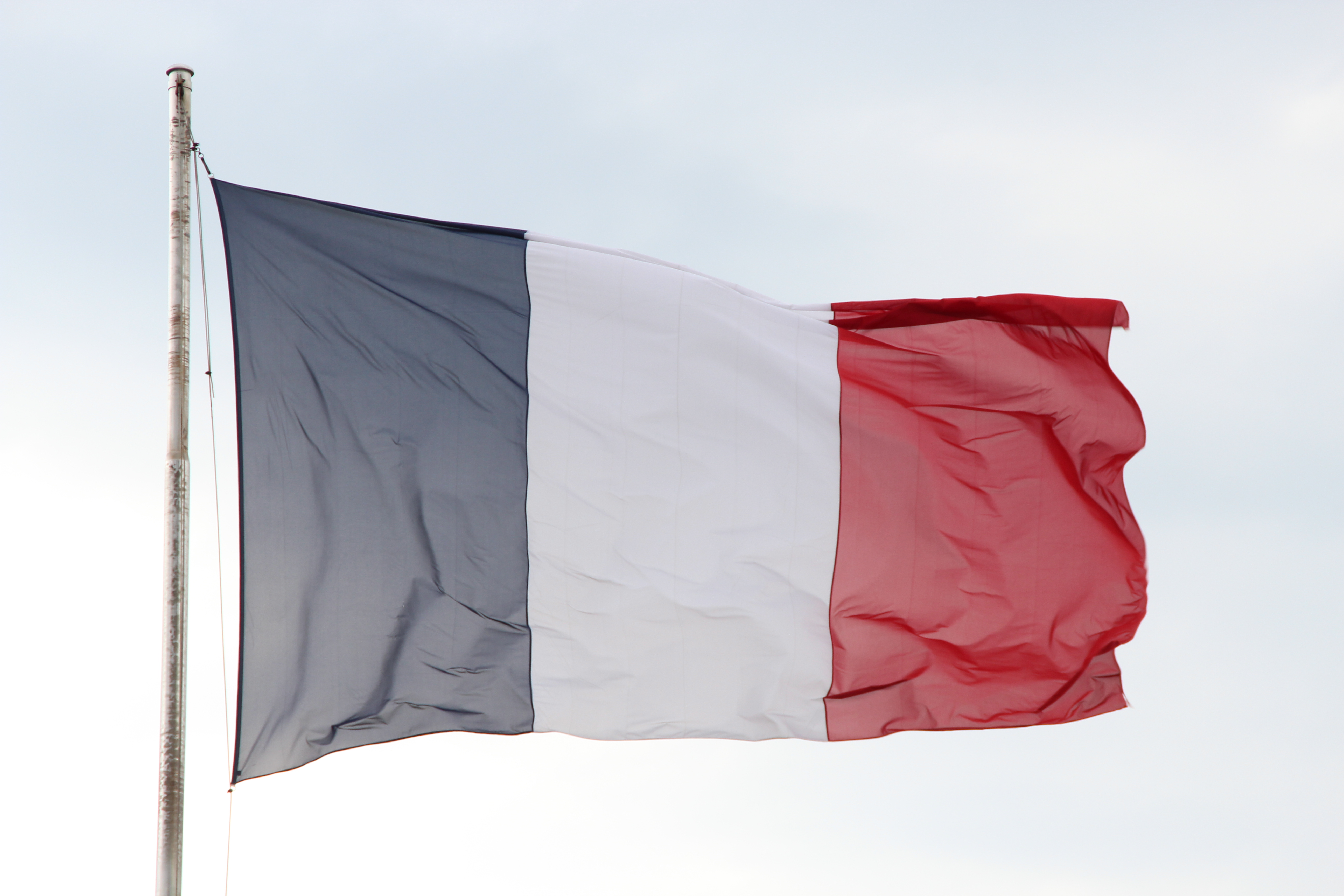
علم فرنسا الوطني.

## العلم الوطني
| العلم | التاريخ         | الاستعمال | الوصف                                                                 |
| ----- | --------------- | --- | --------------------------------------------------------------------- |
|       | 1790–1794       | العلم الوطني في نهاية مملكة فرنسا وبداية الجمهورية الفرنسية الأولى | ثلاثة ألوان عمودية مكونة من اللون الأحمر والأبيض والأزرق (النسب 3: 2) |
|       | 1794–1814       | العلم الوطني للجمهورية الأولى وفي الإمبراطورية الفرنسية الأولى. اعتمد لأول مرة في 15 فبراير 1794 | ثلاثة ألوان عمودية مكونة من اللون أزرق, أبيض, و أحمر (النسب 3:2).     |
|       | 1814–1815       | العلم الوطني استعادة بوربون | راية بيضاء (النسب 3:2).                                               |
|       | 1815            | العلم الوطني للإمبراطورية الفرنسية في ترميمها قصير الأجل خلال المئة يوم | علم فرنسا ألوان عمودية مكونة من أزرق, أبيض, و أحمر (النسب 3:2).       |
|       | 1815–1830       | العلم الوطني بعد استئناف مملكة بوربون لاستعادة فرنسا | راية بيضاء صافية (النسب 3:2).                                         |
|       | 1830–1848       | العلم الوطني لملكية يوليو بعد ثورة يوليو 1830 | ثلاثة ألوان عمودية مكونة من اللون أزرق, أبيض, وأحمر (النسب 3:2).      |
|       | 1848            | العلم الوطني الجمهورية الفرنسية الثانية تستخدم لفترة وجيزة جدا بين 24 فبراير و 5 مارس | ثلاثة ألوان عمودية مكونة من اللون أزرق, أبيض, و أحمر (النسب 3:2).     |
|       | 1848 - حتى الان | العلم الوطني للجمهورية الثانية الفرنسية, الإمبراطورية الفرنسية الثانية, الجمهورية الفرنسية الثالثة, فرنسا الفيشية, الحكومة المؤقتة للجمهورية الفرنسية, الجمهورية الفرنسية الرابعة و فرنسا (المعروف أيضا باسم الجمهورية الفرنسية الخامسة) | ثلاثة ألوان عمودية مكونة من اللون أزرق, أبيض, و أحمر (النسب 3:2).     |
|       | 1976 - حتى الان | اعتماد نسخة أكثر إشراقا بديلة للعلم | ثلاثة ألوان عمودية مكونة من اللون أزرق, أبيض, و أحمر (النسب 3:2).     |